# Phongsali (khwaeng)
Phongsaly is een provincie van Laos in het uiterste noorden van het land. De hoofdstad van de provincie is de stad Phôngsali. Phongsaly ligt tussen Yunnan (China) en de provincie Điện Biên in Vietnam. De cultuur is dus historisch sterk beïnvloed door China. De provincie Phongsaly heeft een oppervlakte van 16.270 vierkante kilometers, waarvan 77% bos is. De provincie grenst in het noorden en westen aan China, in het oosten aan Vietnam, in het zuiden aan de provincie Luang Prabang en in het zuidwesten aan de provincie Oudomxai. De hoogste berg in de provincie is Phou Doychy met een hoogte van 1.842 meter (6.043 voet). Beschermde gebieden in de provincie zijn onder meer het Phou Dene Din National Biodiversity Conservation Area en Nam Lan Conservation Area. Landbouw is de steunpilaar van de mensen in de provincie. Phongsaly is de belangrijkste handelspoort tussen Laos en China, waar hout wordt geëxporteerd en verschillende soorten eindproducten worden geïmporteerd.
Dit artikel of een eerdere versie ervan is een (gedeeltelijke) vertaling van het artikel Phongsaly Province op de Engelstalige Wikipedia, dat onder de licentie Creative Commons Naamsvermelding/Gelijk delen valt. Zie de bewerkingsgeschiedenis aldaar.